# Bathyplectes brevitor
Bathyplectes brevitor là một loài tò vò trong họ Ichneumonidae.